# مصاص الدماء 3 (مسرحية)
المسرحية
مسرحية رعب كوميدية مثلت عام 2013 تأليف عبد العزيز المسلم وإخراج يوسف الحشاش وإنتاج مسرح السلام

## ملخص الأحداث
يتحول جسد بدر إلى مصاص الدماء يحاول ان يدافع عن بدرية خلال مسرح الرعب

## البطولة
جمال الردهان 

حسن البلام 

مشاري البلام 

مشعل الشايع 

علي الثامر 

يوسف الحشاش 

منى حسين 

عبدالله المسلم 

فهد الرويشد 

محمد الشطي
| سبقه البيت المسكون | أعمال مسرح السلام 1998 | تبعه الخيران رايح جاي |